# Prusinowitz (Adelsgeschlecht)

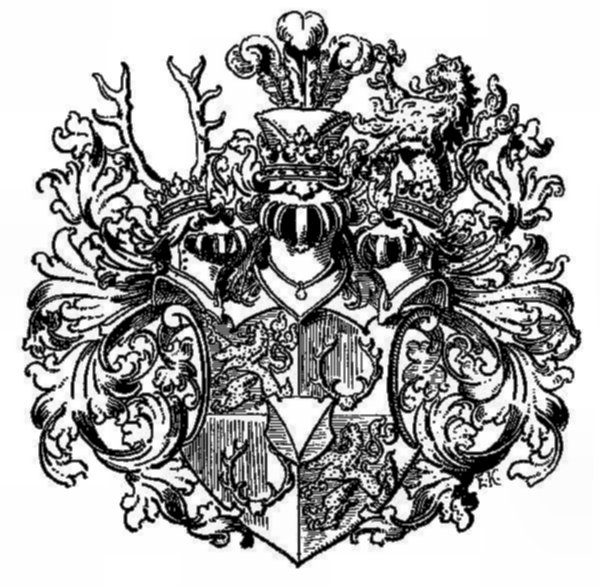
Wappen der Grafen von Podstatzki-Lichtenstein 1762

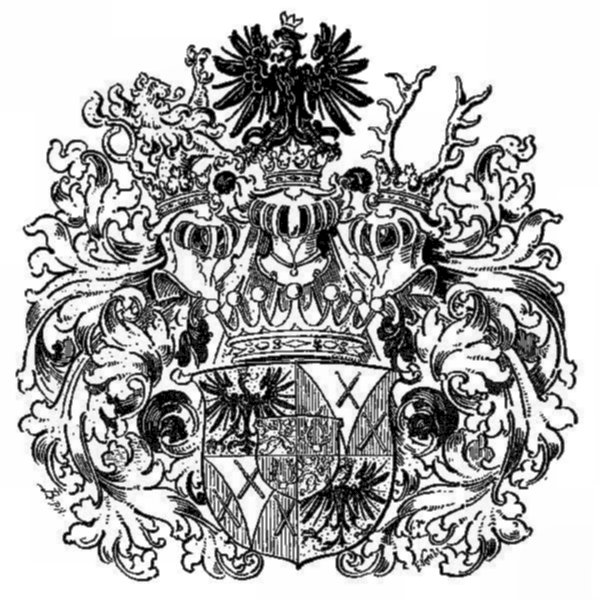
Wappen der Freiherren Podstatzky-Thonsern und Prusinowitz 1778

Die Herren von Prusinowitz, manchmal auch von Prussinowitz geschrieben (tschechisch z Prusinovic) war ein mährisches Adelsgeschlecht, welches seit 1349 zuerst urkundlich erscheint und zahlreiche mährische und böhmische Ländereien hielt. Sein Stammhaus befindet sich nicht in dem Dorf (Neu-)Prusinowitz (davor und heute Ranošov, nach dem Gründer Ranosch genannt) auf der Herrschaft Wesselicko, sondern im gleichnamigen Prusinowitz, Bezirk Holleschau (Holešov) (früher Kreis Prerau) in Nordmähren.

## Geschichte
Als Stammvater des Geschlechts wird in den meisten Quellen Sezema von Prusinowitz (ca. 1280–1350) angeführt, von dem sich alle Zweige des Herrengeschlechts „von Prusinowitz“ ableiten sollen.
Ein bekannter Zweig derer von Prusinowitz ist das Herrengeschlecht „z Prusinovic a Podštátu“ (dt. „von Prusinowitz und Bodenstadt“), dessen Stammvater T(h)as Podstatský z Prusinovic (dt. Thaddeus/Thomas von Prusinowitz und Bodenstadt) ist. Er wurde zirka 1360 geboren, verstarb nach dem Jahr 1417 und erwarb um 1408 die Herrschaft Bodenstadt. Die Herrschaft und den Besitz über Bodenstadt hatte diese Linie bis zum Dreißigjährigen Krieg inne. Der Zweig von Prusinowitz und Bodenstadt wurde später mit dem Haus Liechtenstein-Kastelkorn verbunden, woraus sich das Geschlecht der Grafen von Podstatzky-Liechtenstein, Freiherrn von Prusinowitz ableitet. Mit dem Geschlecht der Prusinovský von Víckov sind sie nicht blutsverwandt.

## Stammfolge

### Prusinowitz
Urkundlich werden erwähnt:
1. Generation
- 1349, 1350: Žežema (Sezema/Stražena) z Prusinovic (um 1280–1350)

2. Generation
- 1355, 1365 u. a.: Jetřich (Theoderich/Dietrich) z Prusinovic und Jaroslawitz (um 1320–1386) und seine Frau Offka von Kateřinitz
- 1358, 1373 u. a.: Mladota z Prusinovic (um 1325–1373), Bruder von o. g. Jetřich z Prusinovic
- 1368: Ctibor z Prusinovic (um 1325–1368) Ritter (tsch. Wladyka) auf Prusinowitz, Lhota und Kozlow (Kolkow?), Bruder des Jetřich z Prusinovic und des Mladota z Prusinovic
- 1358: Herka z Prusinovic (um 1325–1358), Schwester von Jetřich z Prusinovic und Mladota z Prusinovic

3. Generation
- 1381, 1407: Žežema (Sezema/Stražena) z Prusinovic (um 1360–1407), verheiratet mit Evka
- 1382, 1408, 1416 u. a.: Tas z Prusinovic (dt. Thaddeus von Prusinowitz) (um 1360–1418), Sohn von Jetřich z Prusinovic, erwirbt 1408 Bodenstadt, bezeichnet sich selber als Erpher des gutes zu der Botestat und schreibt sich fortan Tas z Prusinovic a Podštátu (dt. Thas von Prusinowitz und Bodenstadt). Er weist 1416 seiner Frau Anna jährlich 600 „Mark“ Zins (6 Pfund „Groschen“) aus dieser Herrschaft als Jahresrente an.

### Linie Podstatzky von Prusinowitz
Folgende Nachfahren des Tas z Prusinovic a Podštátu, die sich von 1408 bis 1500 von Prusinowitz und (auf) Bodenstadt und nach 1500 Podstatzky von Prusinowitz schrieben, gelten als urkundlich erwiesene Filiation:
4. Generation
1. Hynek (Hynko) Podstatský z Prusinovic (dt. Ignaz/Heinrich Podstatzky von Prusinowitz), († nach 1453). Alena von Kokor[2] nimmt ihn 1453 auf ihrem Heiratsgut (Bodenstadt) in Gemeinschaft auf. Er war mährischer Obristenlandschreiber und gewann in den Zeiten der Thronstreitigkeiten einen Namen, als er 1449 vom König Georg von Podiebrad ab- und Mathias von Ungarn zufiel. 1471 nach dem Tod von Georg wandte Hynek sich Wladislaw von Böhmen zu. 1480 wird ein Hynek Podstatský in Bodenstadt urkundlich erwähnt, der mit ihm vermutlich identisch ist.
2. Jan Podstatský z Prusinovic (dt. Johann Podstatzky von Prusinowitz), († nach 1437), verheiratet mit Anna von Czekin. Er befand sich unter den Adligen, die 1429 gegen die Verwüstungen der bischöflichen und anderer Güter durch Hawel von Kogetein vorgingen. Er einigte sich mit seinem Bruder Hynek (Ignaz) hinsichtlich der beiderseitigen Besitzungen, war nach seinem Vater Tas der Besitzer von Bodenstadt und verschrieb 1437 seiner Gattin jährlich 25 „Mark“ (25 Schock „Groschen“) Zinsen aus den Dörfern Padesát Lánů/Fünzighuben, Kowarschov/Schmiedsau, Poczkov/Poschkau und dem halben Libtan (Luboměř pod Strážnou/Liebenthal).
3. N. Podstatský z Prusinovic (dt. N. Podstatzky von Prusinowitz), (1464) in Schlesien verheiratet mit Ritter Budiwoj von Morawitz und Wickstein.
4. Prokop Podstatský z Prusinovic († 1466). Prokop erwarb 1464 in Bodenstadt die Güter Rymnitz und Koliczin im Kreis Hradisch. Im selben Jahr verkaufte er das Stammgut Prusinowitz mit den öden Dörfern Jareslawitz, Kolkow und Lhota an die Brüder Arkleb (Arthur) und Philipp von Wiczkow (Wischkov), die nach dem Kauf den Beinamen Prusinowsky annahmen und das Geschlecht der Prusinovský von Víckov begründeten.
Pilnáček, der das Standardwerk zur Genealogie der Familie Podstatzky von Prusinowitz geschrieben hat (siehe unten Literatur), vermutet in der 4. Generation eine weitere Linie, die vom oben genannten Mladota z Prusinovic (um 1325–1373) ausgeht.

5. Generation
Je nach Quellenlage variieren die Angaben, wer in der 5. Generation zu welchem Elternpaar der 4. Generation gehört. Beispielsweise werden als Eltern von Václav Podstatský z Prusinovic (dt. Wenzel Podstatzky von Prusinowitz) in der Literatur einerseits Johann von Prusinowitz und seine Ehefrau Anna von Czekyn genannt, andererseits Prokop von Prusinowitz und dessen Ehefrau Magdalena von Zakowitz. Unstrittig ist, dass Václav ein Prusinowitz der 5. Generation ist:
1. Václav (Venceslav) Podstatský z Prusinovic (dt. Wenzel [Wenzeslaus] Podstatzky von Prusinowitz), († 1482)

6. Generation
Die meisten Autoren räumen ein, dass Jetřich von Prusinowitz ein Sohn von Václav und ein Mitglied der 6. Generation ist. Allerdings besteht eine Unsicherheit, ob er nicht zur 5. Generation gerechnet werden muss und ob möglicherweise mehrere Jetřichs zur 6. Generation der Familie gehörten. Jetřichs Abstammung ist bislang nicht eindeutig gesichert. Unstrittig ist, dass Jetřich mindestens zehn Kinder hatte:
1. Jetřich (Getřich) Podstatský z Prusinovic (dt. Dietrich Podstatzky von Prusinowitz), († ca. 1531), verheiratet mit Esther z Mejnhartic (dt. Esther von Meinhartitz). 1492 erscheint er als Besitzer von Bodenstadt. 1495 nimmt er Georg Sladelniczky (Sedlnicky) von Choditz und dessen Sohn, Johann, auf Bodenstadt, Kolczin und Rymnitz in Gemeinschaft auf. 1504 kauft Jetřich von Wenzel Skryhensty in Doloplas das Dorf Lemna (Lessczna); 1506 erkauft er von Georg von Domsomilitz die Dörfer Buchlowitz (Budlowitz) und Brestka. Und 1517 fügt er die Veste Tršice/Trschitz/Trssicz samt Dorf, Hof, Patronat und die öden Dörfer Odiehrschiby (Otiehřiby) mit Hof und Dorf Zukrowitz (Zakřowitz) mit Veste, Hof zur Herrschaft Bodenstadt hinzu. 1525 folgen noch das Dorf Mostienicz, sowie ein Anteil an Labut samt Hof und das Dorf Linetik. Und 1531 kaufte er von den Brüdern Bedrich und Wilhelm von Wizkow auf Czimbeny das Städtchen Žerawitz samt den Dörfern Hernitzicze, Hrusskowitz, das öde Benisowitz, Oswietimau mit einer wüsten Veste und Nedlowitz mit allem Zubehör. Das Gut Žerawitz behielten nach der Erbschaftsteilung gemeinschaftlich bis 1538 Prokop und Václav, der Ältere, beides Söhne von Jetřich Podstatský z Prusinovic.
  1. Albrecht Podstatský z Prusinovic († nach 1547)
  2. Žibřid Podstatský z Prusinovic († nach 1546)
  3. Jan Podstatský z Prusinovic (dt. Johann Podstatzky von Prusinowitz), († um 1535), ledig. 1534 im böhmischen Titular als mährischer Ritter angeführt. 1535 erhält er in Znaim von König Ferdinand den Machtbrief zur Errichtung eines Testaments.
  4. Tas Podstatský z Prusinovic († um 1537, vermutlich in Ungarn), verheiratet mit Apollonia von Sezenitz. Die Ehe war wahrscheinlich kinderlos. Nach seinem frühen Tod hinterließ er seiner Frau die Güter Koliczin und Raczkow.
  5. Hynek Podstatský z Prusinovic († nach 1546). 1534 im böhmischen Titular als mährischer Ritter angeführt.
  6. Mladota Podstatský z Prusinovic († 1552) kaufte 1547 von ihrem Bruder Albrecht dessen Anteil an der Burg Bodenstadt, dem Vorwerk, Hof und Städtchen sowie dessen Anteil an den Dörfern Spalow, Libomiersch und Kylirow, dem öden Heltvinow, der öden Burg Zyghardt mit dem gleichnamigen öden Dorf und Vorburg ab.
    1. Kateřina, um 1570 verheiratet mit Jan Lichnovský z Voštic, der 1586 in Neplachovice verstarb.
    2. Žibřid
    3. Diviš

  7. Václav (Venceslav) mladší Podstatský z Prusinovic (dt. Wenzel [Wenzeslaus] der Jüngere Podstatzky von Prusinowitz), († nach 1574)
    1. Anna Podstatský z Prusinovic, verheiratet mit Hynek Chorinský z Ledské († nach 1584)
    2. Václav (Venceslav) Podstatský z Prusinovic (dt. Wenzel [Wenzeslaus] Podstatzky von Prusinowitz)
    3. Jaroslav Podstatský z Prusinovic
    4. Tas Podstatský z Prusinovic († nach 1581), 1. Ehe mit Magdalena Przepyská z Rychemberka (dt. Magdalena Prebitzky von Richemburg), 2. (kinderlose) Ehe mit Barbora Falkenhaynová z Glosku (dt. Barbara Falckenhayn von Gloska)[3]
      1. Václav (Wenzel) Adam Podstatský z Prusinovic († nach 1631), 1612 verheiratet mit Barbora Bravantská z Chobřan
      2. Tas (Thas Wenzel) Podstatský z Prusinovic auf Czekin († 1612)
        1. Tas Václav (Thas Wenzel) Podstatský z Prusinovic († 1636)
        2. Kryštof Karel Podstatský z Prusinovic, auch Christoph Karl Podstatsky von Prusinowitz genannt, (Freiherrenstand: 17. Mai 1627 † 1645), Obrist, Hofrichter Mährens, wird 1626 als Besitzer Altendorfs genannt, verheiratet mit Anna Salomena Jager von Poysbrunn, Stifter einer gräflichen Linie.

      3. Jetřich (Getřich) Podstatský z Prusinovic (dt. Dietrich Podstatzky von Prusinowitz) auf Czekin († um 1612), verheiratet mit Bohunka Odkolek von Augezd

    5. Jindřich (Heinrich) Podstatský z Prusinovic, der Jüngere, verheiratet mit 1. Hedwig von Swietlik 2. Katharina Krsowsky von Krsowitz 3. Johanna Rottenberg von Katscher (1593 Gemahlin des Niclas Brabantsky von Chobrzan). Ohne Nachkommen.
    6. Esther Podstatský z Prusinovic, verheiratet mit dem kremsierer Burghauptmann Johann Piwec von Hradschan-Krumsin
    7. Bernart Podstatský z Prusinovic († nach 1592), verheiratet mit Anna Buchlowiczky von Domamislitz. Er wird 1583 und noch 1603 auf Wesseliczko im Kreis Prerau erwähnt.
      1. Jan Bernart Podstatský z Prusinovic († ca. 1614), verheiratet mit Aléna Rejzvicová z Kadeřína (dt.  Alena Reisewitz von Kaderčin). 1606 und 1614 Herr auf Bodenstadt, Liebenthal, Sponau und Wesseliczko.
        1. Jan Felix (Štiastný) Podstatský z Prusinovic (dt. Johann Felix Stiasny Podstatsky von Prusinowitz und Parschowitz) auf Bodenstadt und Partschendorf, Oberstlandschreiber (1624–37) († nach 1621), nahm 1619/1620 an dem Aufstand der mährischen Stände gegen Ferdinand II. teil. Er verlor deswegen seine gesamten Güter in Bodenstadt und Liebenthal. 1624 trat er gemeinsam mit seiner Frau zur katholischen Kirche über. Unmittelbar danach berief er Jesuiten aus dem Olmützer Kolleg, um sich und seine Familie in der katholischen Lehre unterrichten zu lassen und seine Untertanen auf die Konversion vorzubereiten.
        2. Anisska (Agnes) Podstatský z Prusinovic, war 1619 die Gemahlin des Stanislaw Pawlowsky von Pawlowitz auf Žiadlowitz.

    8. Jetřich (Getřich) starší Podstatský z Prusinovic (dt. Dietrich Podstatzky von Prusinowitz, der Ältere), († ca. 1578)
      1. Anna Podstatský z Prusinovic († nach 1606), verheiratet mit dem Troppauer Landeshauptmann Albrecht starší Sedlnitzky z Choltitz († 1606/07), durch den sie 1616 das Gut Partschdorf im Kreis Prerau an die Podstatzky brachte.

  8. Václav (Venceslav) starší Podstatský z Prusinovic (dt. Wenzel [Wenzeslaus] der Ältere Podstatzky von Prusinowitz) († ca. 1566), vermählt mit 1. N. Barsky von Basstie 2. Anna Krčzma von Koniepas 3. Bohunka (Beatrix) von Wiczkow. 1538 verkauft er das ganze Dorf Buchlowitz (Budlowitz).
    1. Johanna Podstatský z Prusinovic (aus 1. Ehe), verheiratet mit dem königlich-mährischen Kammerprocurator (Fiscus) Jakob Woysky von Bogdunczowitz. 1575 und 1598 auf Koliczin.
    2. Katharina Podstatský z Prusinovic (aus 1. Ehe), verheiratet mit Wenzel von Dubrawky, den Bruder des Olmützer Bischofs Dubravius
    3. Alena Podstatský z Prusinovic (aus 2. Ehe), verheiratet mit Johann Žernowsky von Zernow
    4. Sophia Podstatský z Prusinovic (aus 2. Ehe), verheiratet mit Wenzel Janauer von Strachnow
    5. Katharina Podstatský z Prusinovic (aus 3. Ehe), verheiratet mit 1. Johann Peterswaldsky von Peterswald 2. Jaroslaw Skrbensky von Hřisstie
    6. Aleš (Alexander) Podstatský z Prusinovic († 1581 in Bodenstadt), verheiratet mit Kunka (Kunigunde) Nedachlebska von Korotin. Die Ehe blieb kinderlos. Nach dem frühen Tod von Alexander heiratete die Witwe später Wenzel von Zastřzl auf Boskowitz.
    7. Gertrich Podstatský z Prusinovic, verheiratet mit Anna Bylska von Biela. 1574 versicherte er seiner Frau 5.000 fl. auf Rudoltitz und Zygharditz als Heiratsgut.
    8. Anna Podstatský z Prusinovic, verheiratet mit Johann Brabantsky von Chobržan.
    9. N. Podstatský z Prusinovic, männlich, kinderlos
    10. N. Podstatský z Prusinovic, männlich, kinderlos

  9. Prokop Podstatský z Prusinovic († 1560, begraben in der loschitzer Kirche), verheiratet mit Kateřina Kropáczková z Neviedomí (dt. Katharina Kropac von Newidomie), († 1564). 1539 besaß das Paar angeblich auf Hoschtitz die Hälfte der Veste und des Marktes Eywanowitz im Kreis Brün nebst dem halben Patronate, was es in demselben Jahr an Benedikt Pražma von Bielkow zu dessen anderer Hälfte des Städtchens verkaufte. 1546 kaufte Prokop die Herrschaft Busau sammt der zum Burgbanne gehörigen Stadt Loschitz und das Gut Žiadlowitz, 1561 zu diesem Kalten-Lautsch und Wessely sowie 1557 die Stadt und das Gut Gewitsch im Kreis Olmütz.
    1. Johann Podstatský z Prusinovic († nach 1580, auf Rimnitz), verheiratet mit Barbara von Füllstein. Er veräußerte um 1565 Žerawitz.
      1. Barbara Podstatský z Prusinovic, brachte um 1599 Rimnitz ihrem Gemahle Wenzel Nekéš von Landek zu.

    2. Jetřich Podstatský z Prusinovic (dt. Dietrich Podstatzky von Prusinowitz (auf Poschnitz), der Ältere), († 1575). Er war vermählt mit 1. Elisabeth von Füllstein 2. Elsbeth (Elisabeth) von Bobolusk. Die Kinder der ersteren starben in der Jugend. 1569 und um 1571 sowie 1573 bis 1578 als Oberstlandschreiber von Mähren erwähnt. Er erwirbt 1574 Roketnitz, das er aber bald darauf wieder veräußerte, genauso wie 1571 Žiadlowitz und 1572 Loschitz, dann die eine, aber 1584 auch die andere Hälfte der Herrschaft Busau. Außerdem erwarb er Malenowitz, dass er gegen sein Gut Potschenitz eintauschte.
    3. Jetřich Podstatský z Prusinovic (dt. Dietrich Podstatzky von Prusinowitz (auf Busau und Loschitz), der Jüngere), († um 1589), verheiratet mit Kunegund Ragečka von Mirow. Ohne Nachkommenschaft.
    4. Václav (Venceslav) Podstatský z Prusinovic (dt. Wenzel [Wenzeslaus] Podstatzky von Prusinowitz ), († vor 1589), verheiratet mit einer Boschowsky von Polanka. Er veräußerte 1580 Gewitsch.
      1. Anna Podstatský z Prusinovic, verheiratet mit Bartholomäus von Rosswitz.

    5. Prokop Podstatský z Prusinovic (auf Tyrnau) († um 1589)
    6. Thas Podstatský z Prusinovic, auf einem Feldzuge gegen die Türken in Ungarn verstorben.

  10. Ludmilla Podstatský z Prusinovic, verheiratet mit dem Landesunterkämmerer Joachim Zaubeck von Zdetin († 1571)

Mit Franz Dominik Podstatzky von Prusinowitz wurde die Linie 1707 in den Grafenstand erhoben.

### Linie Podstatzky-Liechtenstein
Mit dem Tode von Franz Anton von Liechtenstein-Kastelkorn erlosch 1761 das Geschlecht der Grafen von Liechtenstein-Kastelkorn im Mannesstamme. Er vererbte die Herrschaft Telč seinem Vetter Alois Graf Podstatský von Prusinowitz (Bruder des Olmützer Domdechanten Leopold Anton von Podstatzky) mit der Bedingung, dass Name und Wappen der Liechtenstein-Kastelkorn mit denen der Podstatský-Prusinowitz verbunden werden. Seit 1762 führte dieser Familienzweig den Namen „Podstatzky-Lichtenstein“. Alois Graf Podstatzky-Lichtenstein, Freiherr von Prusinowitz (1723–1793) war von 23. Oktober 1773 bis 1782 Statthalter des Herzogtums Steiermark.
Zu den Besitzungen gehörten Telč und Velký Újezd. Sitz der Familie bildete zunächst das Schloss Veselíčko. Im Jahre 1796 verlegte Leopold Franz Podstatzky-Liechtenstein den Sitz auf das Schloss Telč. Die Familiengrablege befindet sich in der Krypta der Kirche St. Jakobus in Velký Újezd.

### Linie Podstatzky-Thonsern

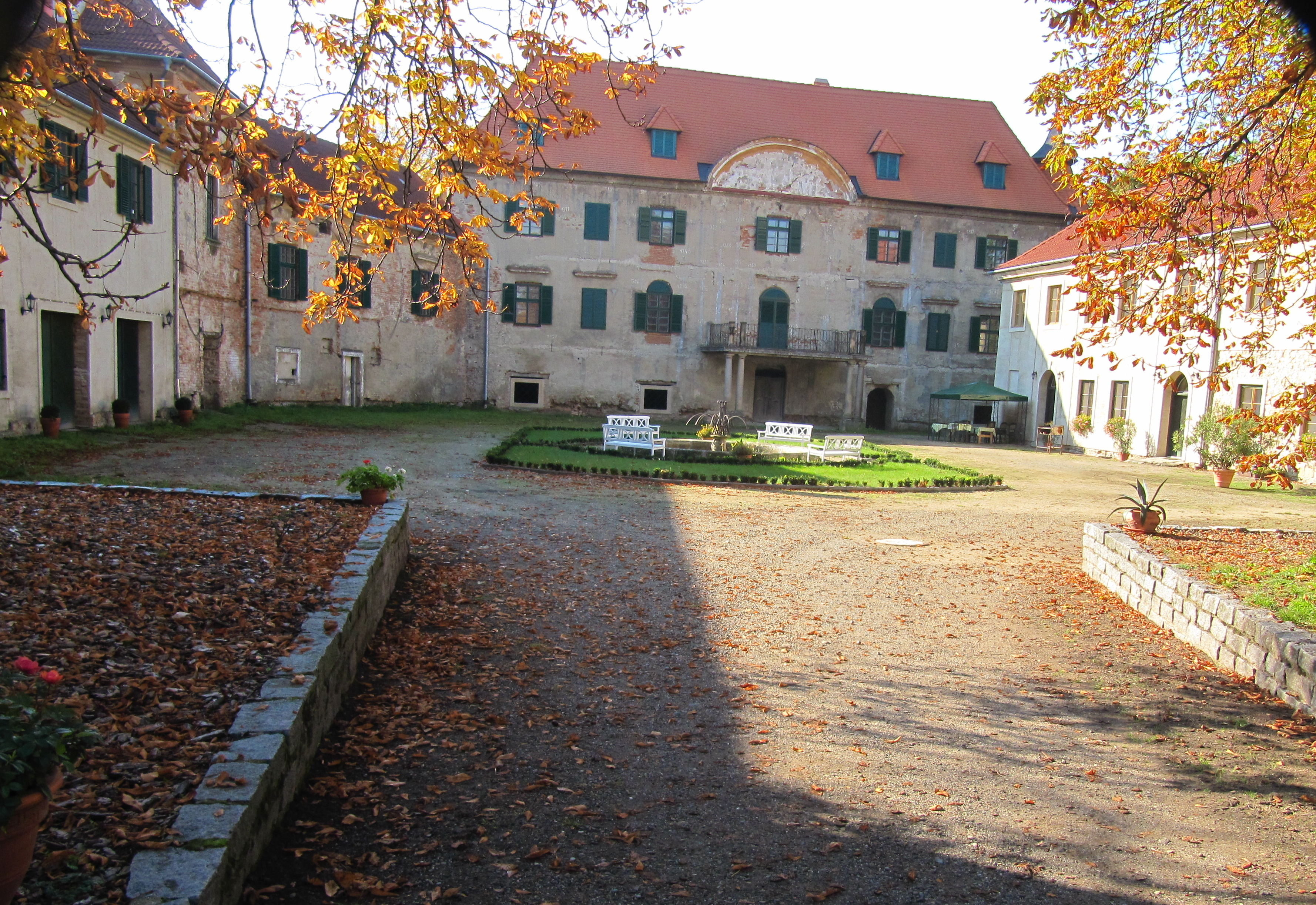
Schloss Litenčice

Nachdem 1778 mit dem Tode von Franz Josef von Thonsern das Geschlecht der Freiherren von Thonsern im Mannesstamme erloschen war, fiel das Erbe an Franz Anton Podstatzky von Prusinowitz unter der Bedingung der der Weiterführung des Namens Thonsern zu. Wilhelm Franz Podstatzky von Prusinowitz (1781–1833) erlangte 1804 den Titel Freiherr von Thonsern und die Wappenvereinigung. Sitz der Linie Podstatzky-Thonsern bildete das Schloss Litenčice. Sein Enkel Theodor (1844–1910) war seit 1884 Abgeordneter des mährischen Landtags. Das 1948 enteignete Schloss wurde der Familie 1993 rückübertragen.